# Scopula sybillaria
Scopula sybillaria là một loài bướm đêm trong họ Geometridae.